# Nolhagen
Nolhagen is een plaats in de gemeente Alingsås in het landschap Västergötland en de provincie Västra Götalands län in Zweden. De plaats heeft 68 inwoners (2005) en een oppervlakte van 9 hectare.